# Vexilliferidae
Famille
Les Vexilliferidae sont une famille de protistes amibozoaires (embranchement des Amoebozoa), de la classe des Discosea  et de l’ordre des Dactylopodida.

## Étymologie
Le nom de la famille vient du genre type Vexillifera, dérivé du latin vexill, « étendard », et du suffixe latin -fera, « qui porte », sans doute en référence aux pseudopodes flottants que les espèces de cette famille possèdent.

## Description
Les genres actuellement (1987) placés dans la famille des Vexilliferidae diffèrent de tous les autres membres de l'ordre des Dactylopodida par la possession de sous-pseudopodes et de pseudopodes flottants avec un noyau de matière fibreuse orientée longitudinalement, comme chez les espèces Vexillifera bacillipedes, Vexillifera minutissima, Pseudoparamoeba pagei et Neoparamoeba aestuarina. Les sous-pseudopodes de cette famille comme d'autres Euamoebida ne sont pas fourchus, mais sont souvent relativement plus longs que ceux des Paramoebidae. De tels noyaux n'ont pas été trouvés dans les pseudopodes flottants du genre Vannella ou de l’espèce Dactylamoeba bulla. 
En général, la production de pseudopodes flottants minces ou de sous-pseudopodes à noyaux filamenteux semble caractéristique des amibes présentant l'organisation corticale des Euamoebida. Les Vexilliferidae sont néanmoins classés dans cet ordre parce que d'autres caractères tels que leurs glycocalyces, hautement différenciés, semblent les y rattacher et parce que de fins pseudopodes à noyaux filamenteux se rencontrent dans de nombreux groupes ; cependant ces pseudopodes sont caractéristiques de certains groupes d'espèces, par exemple celles de la famille des Acanthamoebidae.

## Liste des genres
Selon GBIF (19 décembre 2024) :
- Neoparamoeba Page, 1987
- Pseudoparamoeba Page, 1979
- Striolatus Schaeffer, 1926
- Triaenamoeba Bovee, 1970
- Vexillifera Schaeffer, 1926 genre type

## Systématique
Le nom valide de ce taxon est Vexilliferidae Page, 1987.

## Publication originale
- (en) F.C. Page, « The Classification of 'Naked' Amoebae (Phylum Rhizopoda). », Archiv für Protistenkunde, vol. 133, nos 3-4,‎ 1987, p. 199-217 (ISSN 0003-9365, e-ISSN 2213-5553, lire en ligne [PDF], consulté le 22 décembre 2024).